# Мейпл-Гров (тауншип, округ Бекер, Миннесота)
Мейпл-Гров (англ. Maple Grove) — тауншип в округе Бекер, Миннесота, США. На 2000 год его население составило 405 человек.

## География
По данным Бюро переписи населения США площадь тауншипа составляет 92,5 км², из которых 71,7 км² занимает суша, а 20,7 км² — вода (22,40 %).

## Демография
По данным переписи населения 2000 года здесь находились 405 человек, 147 домохозяйств и 109 семей.  Плотность населения —  5,6 чел./км².  На территории тауншипа расположено 329 построек со средней плотностью 4,6 построек на один квадратный километр. Расовый состав населения: 38,77 % белых, 52,35 % коренных американцев и 8,89 % приходится на две или более других рас. Испанцы или латиноамериканцы любой расы составляли 0,74 % от популяции тауншипа.
Из 147 домохозяйств в 36,7% воспитывались дети до 18 лет, в 49,0 % проживали супружеские пары, в 12,9 % проживали незамужние женщины и в 25,2 % домохозяйств проживали несемейные люди. 21,1 % домохозяйств состояли из одного человека, при том 7,5 % из — одиноких пожилых людей старше 65 лет. Средний размер домохозяйства — 2,76, а семьи — 3,11 человека.
31,1 % населения — младше 18 лет, 6,4 % — в возрасте от 18 до 24 лет, 26,4 % — от 25 до 44, 24,2 % — от 45 до 64, и 11,9 % — старше 65 лет. Средний возраст — 35 лет. На каждые 100 женщин приходилось 104,5 мужчин.  На каждые 100 женщин старше 18 приходилось 113,0 мужчин.
Средний годовой доход домохозяйства составлял 37 667 долларов, а средний годовой доход семьи —  37 500 долларов. Средний доход мужчин —  23 000  долларов, в то время как у женщин — 24 583. Доход на душу населения составил 14 359 долларов. За чертой бедности находились 13,2 % семей и 16,2 % всего населения тауншипа, из которых 25,7 % младше 18 и 3,6 % старше 65 лет.